# Tozzia alpina
Tozzia és un gènere monotípic de plantes amb flors de la família de les orobancàcies. L'única espècie que conté és Tozzia alpina, un oròfit de l'Europa central que viu també als Pirineus Centrals (principalment a la Vall d'Aran).
Tradicionalment havia estat inclosa a la família de les escrofulariàcies, fins que els estudis moleculars fets pel  "Grup de Filogènia de les Angiospermes" van trobar que evolutivament estava més emparentada amb les orobancàcies.

## Descripció

### Aparell vegetatiu
És una espècie vivaç, mentre la planta és jove és  una espècie holoparàsita (paràsita obligada d'altres plantes més robustes del seu entorn, com algunes dels gèneres Rumex, Adenostyles o Petasites). Però quan floreix, recupera la posibilitat de fer la fotosíntesi i es converteix en una espècie hemiparàsita (paràsita parcial), com la resta d'espècies de la tribu de les Rhinantheae. Aquesta és una característica bastant singular d'aquesta espècie.
Tozzia alpina és una planta delicada, herbàcia i perenne, que pot arribar a superar els dos pams d'alçada. La tija quadrangular presenta dues línies de pèls a les vores (sobretot a la part superior). Les fulles simples i de color verd brillant són sèssils (sense pecíol) i en forma de cor, amb dents amples, amb una longitud d'1 a 3 cm.

### Estructures reproductores

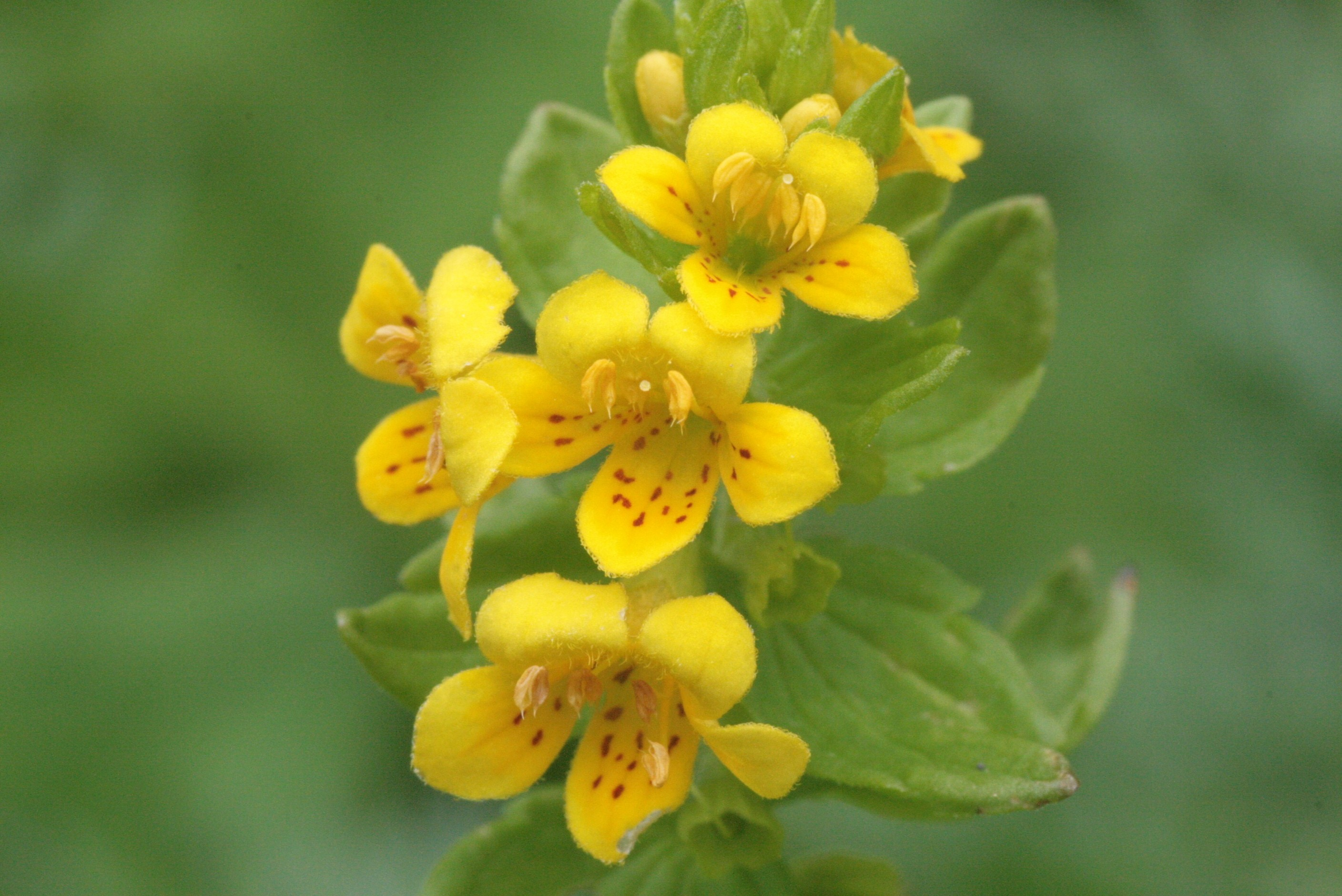
flors zigomòrfiques

Floreix a l'estiu, entre juny i agost. Les petites flors s'agrupen en una inflorescència foliosa en forma de panícula. Les flors (d'entre 6 a 10 mm de llarg) tenen la Corol·la  tubulosa, més llarga que el calze i acabada en dos llavis (zigomorfa), de color groc i tacada de vermell a la gorja. 4 estams grocs es veuen aplicats a sobre del llavi superior. El fruit és Monosperm, esfèric d'uns 2 mm de diàmetre.

## Taxonomia i distribució
El gènere Tozzia va ser anomenat el 1729 per Pier Antonio Micheli, en honor a Bruno Tozzi, monjo i posterior abat del monestir de Vallombrosa, que va publicar el 1703 un treball sobre espècies vegetals de la Toscana.

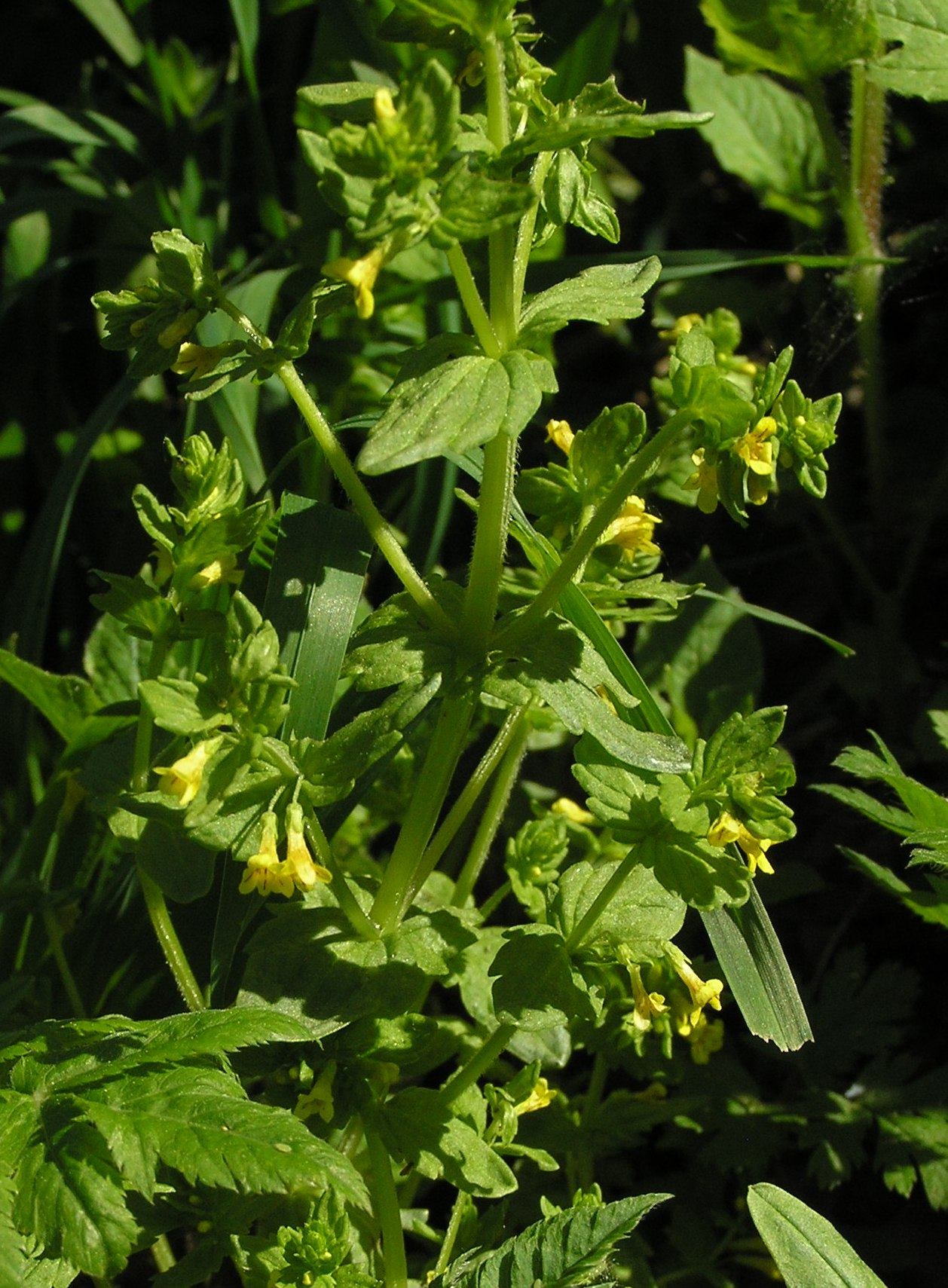
imatge de Polònia (segurament la subsp. carphatica) on s'observen els caràcters vegetatius

La primera descripció de l'espècie Tozzia alpina va ser feta l'any 1753 per Carl von Linné.
S'han descrit dues subespècies a diferents massisos muntanyosos de l'Europa Central, entre els 800 i els 2600 metres d'altitud:
- Tozzia alpina L. subsp. alpina, als Pirineus, als Alps i arribant fins a l'est del Balcans (Croàcia i a l'oest fins la serralada Cantàbrica).
- Tozzia alpina subsp. carpathica (Wolł.) Pawlł. (Syn: Tozzia carpathica Wolł.), viu als Carpats i a l'est dels Balcans, a Polònia, Txèquia, Eslovàquia, Romania, Bulgària i Ucraïna.

Es troba en herbassars ufanosos de megafòrbies, amb sòls rics en materia orgànica (eutròfics) i anb una certa humitat. Principalment (als Pirineus) a l'estatge subalpí.